# Imanol Rojo
Imanol Rojo (* 30. November 1990 in Tolosa) ist ein spanischer Skilangläufer.

## Werdegang
Rojo lief im November 2012 in Gällivare sein erstes Weltcuprennen, welches er mit dem 95. Rang über 15 km Freistil beendete. Bei den nordischen Skiweltmeisterschaften 2013 im Val di Fiemme belegte er den 81. Platz über 15 km Freistil und den 66. Rang im 30-km-Skiathlon. Sein bestes Ergebnis bei den Olympischen Winterspielen 2014 in Sotschi war der 33. Platz im 50-km-Massenstartrennen. Bei den nordischen Skiweltmeisterschaften 2015 in Falun errang er den 64. Platz über 15 km Freistil und den 53. Rang im Skiathlon. Bei den Skimarathon-Europameisterschaften 2016 beim Marxa Beret gewann er die Goldmedaille Gesamt, in der H21-Klassenwertung und im ALPINO UZTURRE-Team. Im Februar 2017 kam er bei den nordischen Skiweltmeisterschaften in Lahti auf den 74. Platz im Sprint und auf den 53. Rang im Skiathlon. Im folgenden Monat wurde er im Beret spanischer Meister über 10 km Freistil. Seine besten Resultate bei den Olympischen Winterspielen 2018 in Pyeongchang waren der 35. Platz im 50-km-Massenstartrennen und der 19. Rang zusammen mit Martí Vigo del Arco im Teamsprint. Im März 2018 wurde er in Candanchú spanischer Meister über 15 km Freistil und 2019 über 15 km Freistil und 10 km klassisch. Bei den nordischen Skiweltmeisterschaften 2019 in Seefeld in Tirol belegte er den 48. Platz über 15 km klassisch, den 40. Rang im 50-km-Massenstartrennen und den 39. Platz im Skiathlon. Im Dezember 2019 holte er in Lillehammer mit dem 30. Platz im Skiathlon und in Davos mit dem 27. Rang über 15 km Freistil seine ersten Weltcuppunkte.
In der Saison 2020/21 errang Rojo den 31. Platz bei der Tour de Ski 2021 und bei den nordischen Skiweltmeisterschaften 2021 in Oberstdorf den 33. Platz über 15 km Freistil, den 19. Platz im Skiathlon und den 18. Platz im 50-km-Massenstartrennen. Zudem holte er in Formazza über 15 km klassisch seinen ersten Sieg im Alpencup. In der folgenden Saison errang er bei der Tour de Ski 2021/22 den 42. Platz und bei den Olympischen Winterspielen 2022 in Peking den 39. Platz über 15 km klassisch sowie jeweils den 21. Platz im 50-km-Massenstartrennen und im Skiathlon. Im März 2022 wurde er spanischer Meister über 15 km Freistil und 15 km klassisch.

## Siege bei Continental-Cup-Rennen
| Nr. | Datum             | Ort      | Disziplin                       | Serie    |
| --- | ----------------- | -------- | ------------------------------- | -------- |
| 1.  | 19. Dezember 2020 | Formazza | 15 km klassisch Individualstart | Alpencup |

## Teilnahmen an Weltmeisterschaften und Olympischen Winterspielen

### Olympische Spiele
- 2014 Sotschi: 33. Platz 50 km Freistil Massenstart, 49. Platz 30 km Skiathlon, 50. Platz 15 km klassisch, 60. Platz Sprint Freistil
- 2018 Pyeongchang: 17. Platz Teamsprint Freistil, 33. Platz 50 km klassisch Massenstart, 46. Platz 30 km Skiathlon, 58. Platz 15 km Freistil
- 2022 Peking: 21. Platz 50 km Freistil Massenstart, 21. Platz 30 km Skiathlon, 39. Platz 15 km klassisch

### Nordische Skiweltmeisterschaften
- 2013 Val di Fiemme: 66. Platz 30 km Skiathlon, 81. Platz 15 km Freistil
- 2015 Falun: 53. Platz 30 km Skiathlon, 64. Platz 15 km Freistil
- 2017 Lahti: 51. Platz 30 km Skiathlon, 72. Platz Sprint Freistil
- 2019 Seefeld in Tirol: 39. Platz 30 km Skiathlon, 40. Platz 50 km Freistil Massenstart, 48. Platz 15 km klassisch
- 2021 Oberstdorf: 18. Platz 50 km klassisch Massenstart, 19. Platz 30 km Skiathlon, 33. Platz 15 km Freistil
- 2023 Planica: 40. Platz 15 km Freistil, 42. Platz 50 km klassisch Massenstart
- 2025 Trondheim: 30. Platz 50 km Freistil Massenstart, 49. Platz 10 km klassisch, 50. Platz 20 km Skiathlon

## Platzierungen im Weltcup

### Weltcup-Statistik
Die Tabelle zeigt die erreichten Platzierungen im Einzelnen.
- 1.–3. Platz: Anzahl der Podiumsplatzierungen
- Top 10: Anzahl der Platzierungen unter den ersten zehn
- Punkteränge: Anzahl der Platzierungen innerhalb der Punkteränge
- Starts: Anzahl gelaufener Rennen in der jeweiligen Disziplin
- Hinweis: Bei den Distanzrennen erfolgt die Einordnung gemäß FIS.

| Platzierung               | Distanzrennen a | Distanzrennen a | Distanzrennen a | Distanzrennen a | Distanzrennen a | Skiathlon Verfolgung | Sprint | Etappen- rennen b | Gesamt | Team   | Team    |
| Platzierung               | ≤ 5 km          | ≤ 10 km         | ≤ 15 km         | ≤ 30 km         | > 30 km         | Skiathlon Verfolgung | Sprint | Etappen- rennen b | Gesamt | Sprint | Staffel |
| ------------------------- | --------------- | --------------- | --------------- | --------------- | --------------- | -------------------- | ------ | ----------------- | ------ | ------ | ------- |
| 1. Platz                  |                 |                 |                 |                 |                 |                      |        |                   |        |        |         |
| 2. Platz                  |                 |                 |                 |                 |                 |                      |        |                   |        |        |         |
| 3. Platz                  |                 |                 |                 |                 |                 |                      |        |                   |        |        |         |
| Top 10                    |                 |                 |                 |                 |                 |                      |        |                   |        |        |         |
| Punkteränge               |                 | 4               | 4               | 2               | 4               | 3                    |        | 1                 | 18     | 1      | 1       |
| Starts                    | 1               | 17              | 35              | 12              | 6               | 22                   | 21     | 9                 | 123    | 1      | 1       |
| Stand: Saisonende 2024/25 |                 |                 |                 |                 |                 |                      |        |                   |        |        |         |

### Weltcup-Gesamtplatzierungen
| Saison  | Gesamt | Gesamt | Distanz | Distanz |
| Saison  | Punkte | Platz  | Punkte  | Platz   |
| ------- | ------ | ------ | ------- | ------- |
| 2019/20 | 20     | 107.   | 10      | 82.     |
| 2020/21 | 26     | 86.    | 16      | 64.     |
| 2021/22 | 29     | 88.    | 24      | 53.     |
| 2022/23 | 49     | 139.   | 49      | 83.     |
| 2023/24 | 72     | 113.   | 24      | 105.    |
| 2024/25 | 14     | 183.   | 14      | 120.    |